# Julián Berrendero
Julián Berrendero Gil (San Agustín del Guadalix, 8 de abril de 1912 - Madrid, 1 de agosto de 1995), apodado "El negro de los ojos azules", fue un ciclista español, profesional entre 1935 y 1949, período en el que logró 79 victorias entre las que destacan dos triunfos absolutos y once victorias de etapa obtenidas en la Vuelta a España, la etapa y la clasificación de la montaña lograda en el Tour de Francia, y tres triunfos en el Campeonato de España de ciclismo en ruta.
Era tío del también exciclista profesional José Berrendero.

## Biografía
En 1932 fue el vencedor del V.C. Portillo, carrera para ciclistas de 3.ª categoría y principiantes organizada por el Velo Club Portillo.
En 1935 fue el vencedor de la Vuelta a Castilla, Vuelta a Galicia y el Gran Gran Premio de Éibar, así como tercero y primer español en la Vuelta al País Vasco, ganada aquel año por el campeonísimo italiano Gino Bartali.
En 1936 fue el primer español en la Vuelta a España, ganada por el belga Gustaaf Deloor, debutó en el Tour de Francia siendo el Rey de la Montaña en la ronda gala en su primera participación. Julián impresionó de sobremanera al público francés por su gran poderío en la montaña. Fue 15.º en el Tour de Francia de 1937.
Durante los años que duró la guerra civil española, Berrendero residió en Francia, se instaló cerca de Pau y estuvo compitiendo en el equipo francés France-Sport con multitud de triunfos en carreras de un día.
En 1937 corrió por segunda vez el Tour de Francia dando un auténtico recital de escalador en la 15.ª etapa Luchon-Pau, jornada considerada la etapa reina del Tour, donde se subían los puertos del Peyresourde, Aspin, Tourmalet y Aubisque que Berrendero ganó con 2 minutos de ventaja sobre sus rivales.
Cuando volvió a España, porque echaba de menos a la familia, al cruzar la frontera fue detenido y enviado un año a un campo de concentración en Rota (Cádiz). 
Después de la Guerra Civil, Julián retomó la bicicleta volviendo a competir durante varios años. Destacan los triunfos en las Vueltas a España de 1941 y 1942. También fue 2.º en 1945 y 1946, 4.º en 1936 y 6.º en 1947, vencedor de la montaña de la 1942 y 1945, tres campeonatos de España de fondo en carretera, dos veces campeón de España de ciclocrós, dos Volta a Cataluña, etc. 
En 1948 disputando la Vuelta a España, tuvo que retirarse por la triste noticia del fallecimiento de su padre, conocido en el mundo del ciclismo como "Tío Martín".
Vuelve después al Tour de Francia y por una avería de su compañero de equipo Dalmacio Langarica, llegan fuera de control y les fue retirada la licencia a todo el equipo por los federativos de entonces con estas palabras: "Que descansen un año". 
El apodo de "El Negro de los Ojos Azules" es a consecuencia de su tez morena y del contraste con sus ojos claros. 
Está considerado como uno de los mejores ciclistas españoles de todos los tiempos.
Tal era su afición al ciclismo que creó un taller de bicicletas con su buen amigo Macario Llorente en el kilómetro 8 de la carretera de Francia, donde hoy día se erige la Residencia Sanitaria "La Paz" (Madrid).
Poco después se asoció con Manuel Real y fundaron la tienda de bicicletas "Berrendero y Real", que todavía hoy existe con el nombre de "Bicicletas Berrendero", que pasó a manos de su sobrino Juan Berrendero y que se encuentra en la actualidad en la Glorieta General Álvarez de Castro en Madrid.
Falleció el 1 de agosto de 1995 en Madrid, a los 85 años, justo dos días después de haber recibido un homenaje en el "Circuito de Getxo", que había ganado en dos ocasiones.
Dejó muy buenos recuerdos y como dijo un periodista francés: "Tiene el más bello estilo de todos los escaladores, viéndole trepar maravilla y sube mejor cuanto más dura sea la pendiente”.

## Palmarés
| 1935 - Vuelta a Galicia - Vuelta a Castilla 1936 - Clasificación de la montaña del Tour de Francia - GP República, más 3 etapas 1937 - 1 etapa del Tour de Francia 1941 - Vuelta a España y 2 etapas - Vuelta a Navarra - Circuito de Guecho - 3.º en el Campeonato de España en Ruta 1942 - Vuelta a España , más clasificación de la montaña y 2 etapas - Campeonato de España en Ruta - Campeonato de España de Ciclocrós - 2.º en el Campeonato de España de Montaña - 2 etapas de la Volta a Cataluña 1943 - Campeonato de España en Ruta - Volta a Cataluña , más 1 etapa - Trofeo Masferrer - GP Vizcaya | 1944 - Campeonato de España en Ruta - Campeonato de España de Ciclocrós - Clásica de los Puertos - Circuito de Guecho - 1 etapa del Volta a Cataluña 1945 - 2 etapas en la Vuelta a España, más clasificación de la montaña - 1 etapa del Circuito del Norte 1946 - Volta a Cataluña , más 1 etapa - 3 etapas en la Vuelta a España 1947 - 1 etapa en la Vuelta a España - Clásica de los Puertos 1948 - 3.º en el Campeonato de España en Ruta 1949 - 3.º en el Campeonato de España en Ruta |

## Resultados

### Grandes Vueltas
| Carrera | Carrera         | 1934 | 1935 | 1936 | 1937 | 1938 | 1939 | 1940 | 1941 | 1942 | 1943 | 1944 | 1945 | 1946 | 1947 | 1948 | 1949 |
| ------- | --------------- | ---- | ---- | ---- | ---- | ---- | ---- | ---- | ---- | ---- | ---- | ---- | ---- | ---- | ---- | ---- | ---- |
|         | Giro de Italia  | —    | —    | —    | —    | —    | —    | —    | X    | X    | X    | X    | X    | —    | —    | —    | —    |
|         | Tour de Francia | —    | —    | 11.º | 15.º | 29.º | —    | X    | X    | X    | X    | X    | X    | X    | —    | —    | Ab.  |
|         | Vuelta a España | X    | —    | 4.º  | X    | X    | X    | X    | 1.º  | 1.º  | X    | X    | 2.º  | 2.º  | 6.º  | Ab.  | X    |